# Franz Kirsten

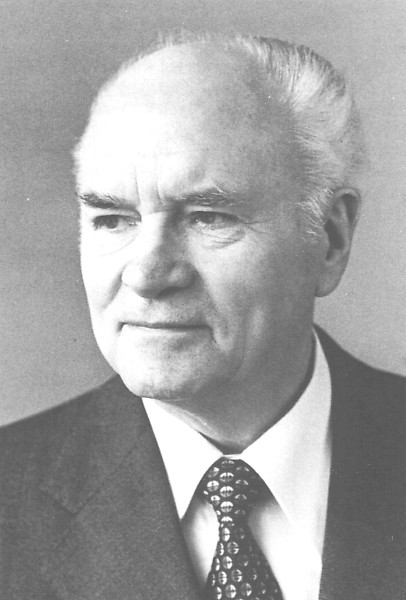
Franz Kirsten, 1980

Franz Kirsten (* 7. September 1906 in Bingen; † 2. Oktober 1998) war ein deutscher Unternehmer. Er war Gründer und langjähriger Vorstand des Autozulieferers Franz Kirsten Elektrotechnische Spezialfabrik in Bingerbrück.
Kirsten wurde als drittes von sieben Kindern eines Kellermeisters geboren. Nach dem Besuch der Volksschule nahm er eine Ausbildung zum Bauschlosser auf, die er am 27. Mai 1923 mit dem Gesellenbrief abschloss. Überschattet von der Wirtschaftskrise der 1920er Jahre arbeitete er in den folgenden Jahren für verschiedene Unternehmen.
1928 konstruierte Kirsten einen Druckknopfschalter. Der Schalter bediente sich mechanisch einfacherer und preisgünstigerer Technik als bis dahin herkömmliche Einbaukippschalter. Seine Innovation fiel aber zunächst nicht auf fruchtbaren Boden. Sein Arbeitgeber zeigte kaum Interesse. Als dieser 1930 dann Bankrott erklären musste, mietete Kirsten die Werkstatt an und gründete am 16. April 1930 mit der Franz Kirsten Elektrotechnische Spezialfabrik sein eigenes Unternehmen.
In den folgenden Jahren gelang es ihm schnell, aus kleinsten Anfängen einen bedeutenden Autozulieferer aufzubauen. Er spezialisierte sich mit seinem Unternehmen auf den Bau von Kleinschaltern. 1935 übersiedelte er mit seinen 20 Mitarbeitern in eine unternehmenseigene Produktionshalle in Bingerbrück. Vier Jahre später zählte sein Unternehmen bereits 120 Mitarbeiter. Kirsten belieferte zu dieser Zeit eine ganze Reihe bekannter Automarken, wie Opel, Porsche oder Peugeot. Bei einem Luftangriff am 22. Dezember 1944 wurde seine Fabrik weitgehend zerstört.
Nach Kriegsende und Wiederaufbau expandierte Kirsten sein Unternehmen weiter. So konnte er 1960 in Langenlonsheim und 1962 in Rheinböllen weitere Produktionsstätten eröffnen. Zwischen 1949 und 1990 meldete die Spezialfabrik für seine innovativen Entwicklungen 26 Patente an. 
1973/74 zog sich Kirsten aus der Geschäftsleitung zurück und legte sein Unternehmen in die Hände seiner beiden Söhne, darunter Wolfgang Kirsten (Vorsitzender der Geschäftsführung und persönlich haftender Gesellschafter, Rotariar sowie Konsul von Uruguay).

## Auszeichnungen
Bereits zu Lebzeiten wurde Kirsten für seine Verdienste geehrt. Am 11. Oktober 1962 wurde die Johannisstraße in Bingerbrück, an der Kirstens Unternehmen seinen Sitz hatte, nach ihm umbenannt. Vier Jahre später, am 5. September 1966, wurde er zum ersten Ehrenbürger der Gemeinde Bingerbrück ernannt. Im Dezember 1966 erkannte ihm der Bundespräsident das Bundesverdienstkreuz I. Klasse zu. Nach ihm ist die Franz-Kirsten-Straße in Bingen-Bingerbück benannt.